# میسون (تنسی)
میسون(به انگلیسی: Mason) شهری در ایالت تنسی کشور ایالات متحده آمریکا است که جمعیت آن در سرشماری سال ۲۰۱۰ میلادی، ۱٬۶۰۹ نفر بوده‌است.